# Kecskeméti Vadaskert
A Kecskeméti Vadaskert Magyarország legkisebb állatkertje, területe mindössze 3 hektár. 1971-ben nyitották meg Kecskeméten.

## Fekvése
Mivel a vadaskert közvetlenül a Cegléd–Szeged-vasútvonal mellett található, ezért a vonatok zaja zavarja az állatokat.[forrás?]

## Története
1971-ben Kecskemét város vezetősége úgy döntött, hogy létrehoz egy állatkertet, először csupán hazai vadak és magyar háziállatok bemutatására. 2003-óta külföldön honos állatok is találhatók itt. Az állatkertet folyamatosan bővítik.

## Gyűjteménye
A Zootierliste.de állatkerti adatbázis szerint jelenleg 92 gerinces fajt tartanak. Hím mandrill, sarki róka, illetve petymeg Magyarországon jelenleg csak itt található.